# سایدی
شاخص میانگین مدت وقفه سیستم یا به اختصار سایدی (SAIDI) معمولاً به عنوان یک شاخص قابلیت اطمینان توسط شرکت‌های برق برق استفاده می‌شود. سایدی میانگین مدت خاموشی برای هر مشتری خدمت شده است و به صورت زیر محاسبه می‌شود:
{\displaystyle {\mbox{SAIDI}}={\frac {\sum {U_{i}N_{i}}}{N_{T}}}}
جایی که {\displaystyle N_{i}} تعداد مشتریان و {\displaystyle U_{i}} زمان قطع سالانه محل است {\displaystyle i} ، و {\displaystyle N_{T}} تعداد کل مشتریان ارائه شده است. به عبارت دیگر،
{\displaystyle {\mbox{SAIDI}}={\frac {\mbox{sum of all customer interruption durations}}{\mbox{total number of customers served}}}}
سایدی بر حسب واحد زمان، اغلب دقیقه یا ساعت اندازه‌گیری می‌شود. معمولاً در طول یک سال اندازه‌گیری می‌شود، و طبق استاندارد IEEE 1366-1998، مقدار متوسط برای شرکت‌های آمریکایی شمالی تقریباً ۱٫۵۰ ساعت است.

## مقایسه سایدی در کشورها
در زیر جدول سایدی برای کشورهای مختلف آمده است. سهم انرژی‌های تجدیدپذیر (مصرف ناخالص برق) نیز آورده شده است:
| کشور                | جمعیت در سال ۲۰۲۰ به میلیون | سایدی در سال ۲۰۱۹ به ساعت | !سایدی در سال ۲۰۲۰ به ساعت |
| ------------------- | --------------------------- | ------------------------- | -------------------------- |
| اتریش               | ۸٫۹                         | ۰٫۷                       | ۰٫۶                        |
| بلژیک               | ۱۱٫۵                        | ۰٫۷                       | ۰٫۴                        |
| کرواسی              | ۴٫۰                         | ۴٫۸                       | ۳٫۳                        |
| قبرس                | ۱٫۲                         | ۰٫۳                       | ۰٫۶                        |
| جمهوری چک           | ۱۰٫۷                        | ۰٫۵                       | ۰٫۵                        |
| دانمارک             | ۵٫۸                         | ۰٫۵                       | ۰٫۵                        |
| استونی              | ۱٫۳                         | ۰٫۳                       | ۰٫۳                        |
| فنلاند              | ۵٫۵                         | ۰٫۶                       | ۰٫۲                        |
| فرانسه              | ۶۷٫۶                        | ۰٫۲                       | ۰٫۴                        |
| آلمان               | ۸۳٫۲                        | ۰٫۲                       | ۰٫۳                        |
| یونان               | ۱۰٫۷                        | ۱٫۹                       | ۱٫۶                        |
| مجارستان            | ۹٫۸                         | ۲٫۸                       | ۲٫۶                        |
| جمهوری ایرلند       | ۵٫۰                         | ۰٫۳                       | ۰٫۸                        |
| ایتالیا             | ۵۹٫۴                        | ۰٫۵                       | ۱٫۳                        |
| لتونی               | ۱٫۹                         | ۱٫۰                       | ۱٫۰                        |
| لیتوانی             | ۲٫۸                         | ۰٫۴                       | ۰٫۴                        |
| لوکزامبورگ          | ۰٫۶                         | ۰٫۴                       | ۰٫۴                        |
| مالت                | ۰٫۵                         | ۰٫۶                       | ۰٫۸                        |
| هلند                | ۱۷٫۴                        | ۰٫۸                       | ۰٫۸                        |
| نروژ                | ۵٫۴                         | ۰٫۷                       | ۱٫۵                        |
| لهستان              | ۳۷٫۹                        | ۱٫۳                       | ۱٫۱                        |
| پرتغال              | ۱۰٫۳                        | ۰٫۶                       | ۰٫۵                        |
| رومانی              | ۱۹٫۳                        | ۲٫۱                       | ۳٫۱                        |
| اسلواکی             | ۵٫۵                         | ۱٫۰                       | ۰٫۹                        |
| اسلوونی             | ۲٫۱                         | ۰٫۶                       | ۰٫۱                        |
| اسپانیا             | ۴۷٫۴                        | ۰٫۵                       | ۰٫۵                        |
| سوئد                | ۱۰٫۴                        | ۰٫۶                       | ۰٫۶                        |
| سوئیس               | ۸٫۶                         | ۰٫۲                       | ۰٫۲                        |
| بریتانیا            | ۶۷٫۱                        | ۰٫۳                       | ۰٫۳                        |
| ایالات متحده آمریکا | ۳۳۱٫۵                       | ۱٫۲                       | ۱٫۳                        |